# 謝博生
謝博生（1942年11月18日—2018年2月5日）是台灣彰化縣鹿港鎮出身的醫生、內科學教授。專長腎臟內科和一般醫學內科，其妻為國泰綜合醫院首任復健科主任許美慧。

## 生平
謝於鹿港出生長大，父親謝巧烽是台灣總督府醫學專門學校（台灣總督府醫學校，台大醫學院前身）畢業之鹿港開業醫生。謝謝就讀國立彰化高級中學初中部、高中部；國立臺灣大學醫學院醫學系畢業后留學日本，取得東京醫科大學（私立，1946年以前是東京医学專門学校）醫學博士學位。
回台後在台大醫學院歷經內科學講師、副教授、教授、教務主任兼附設醫院教學副院長、醫學院教務主任代理院長（2度，總代理期間1年2個月） 1995年當選第12任院長，任期6年，真除台大醫學院院長，2001年卸任。
2018年2月5日病逝，享年75歲，家屬遵其遺願將大體捐贈做為醫學教育，為第一個捐贈大體的台大醫學院院長。

## 著作
- 《內科病案討論》
- 《藥物的副作用與其相互作用》（與王躬仁合著）
- 《一般醫學》
- 《醫學人文教育》
- 《現代醫學在台灣》
- 《習醫路上》
- 《一般醫學教育》
- 《醫療概論》
- 《醫療與社會》
- 《健康藍圖》

## 譯作
- 《內科學》